# Amphicoma corniculata
Amphicoma corniculata is een keversoort uit de familie Glaphyridae. De wetenschappelijke naam van de soort is voor het eerst geldig gepubliceerd in 1903 door Reitter.